# Corpo de Heinz
Os corpos de Heinz (também chamados de "corpos Heinz-Ehrlich") são inclusões dentro das hemácias compostas de hemoglobina desnaturada. Recebe este nome devido ao médico alemão Robert Heinz (1865-1924), que em 1890 descreveu essas inclusões na conexão com casos de anemia hemolítica. As hemácias com corpos de Heinz apresentam dificuldade de fluir pela microcirculação do baço, sendo fagocitadas por macrófagos e ocasionando hemólise.

## Tratamento
Não há um tratamento específico para os corpos de Heinz. Contudo, eles são importantes como indicadores de diagnóstico.